# Sabine Leutheusser-Schnarrenberger
Sabine Leutheusser-Schnarrenberger, nemška političarka, pravnica, nekdanja nemška zvezna poslanka in sedanja nemška zvezna ministrica za pravosodje * 26. julij 1951, Minden, Nemčija.

## Življenjepis
Sabine Leutheusser Schnarrenberger je bila rojena 26. julija 1951 v mestu Minden, Severno Porenje-Vestfalija. Njen oče Dr. Horst Leutheusser, član Krščanske demokratične stranke (CDU), je bil podžupan Mindna, njen stric Wolfgang Stammberger pa od leta 1961 do leta 1962 tudi nemški zvezni pravosodni minister.
Po končani maturi leta 1970 je Leutheusser-Schnarrenberger študirala pravo na Univerzah v Göttingenu in Bielefeldu. Leta 1975 nato v Hammu zaključi prvi Pravosodni izpit (prvi Staatsexamen) in leta 1978 v Düsseldorfu še svoj drugi Pravosodni izpit (zweiter Staatsexamen).
Svojo pravno kariero prične v Münchnu in med letoma 1979 do 1990 deluje v nemškem uradu za inteletkualno lastnino.

## Politika
Leutheusser-Schnarrenberger je že od leta 1978 članica stranke FDP (Nemška liberalna stranka). Znotraj stranke pripada skupini privržencev socialnega liberalizma. Od leta 1982 do 2001 je bila predsednica okrožnega društva FDP-ja v Starnbergu (Bavarska). Po parlamentarnih volitvah 2. decembra 1990 je bila Leutheusseuser-Schnarrenberger prvič izvoljena za poslanko v nemškem parlamentu (Bundestag) in od takrat naprej predstavlja volilno okrožje Starnberg na Bavarskem. 
Pod takratno vlado kanclerja Helmuta Kohla je Leutheusser-Schnarrenberger leta 1992 izbrana za ministrico za pravosodje. Njen prvi mandat ministrice za pravosodje traja do  januarja 1996, ko pod protestom zaradi afere nezakonitega prisluškuvanja tudi odstopi (Großer Laufangriff). 
Leta 1991 je postala članica zveznega upravnega odbora stranke in bila leta 1997 izvoljena kot stalna članica pri predsedstvu stranke. Leta 2000 si nato izbori mesto kot predsednica stranke v zvezni deželi Bavarske. 
V 16. konstitutivni seji Bundestaga (2005-2009) je bila Leutheuser-Schnarrenberger s svojo stranko (FDP) predsednica parlementarnega odbora za pravo, nadomestna članica parlamentarnega odbora za človekove pravice in humanitarno pomoč ter podpredsednica stranke v Bundestagu.
Poleg tega je bila od leta 2003 do 2009 tudi članica nemške delegacije v parlamentarni skupščini Sveta Evrope. 
Od oktobra 2009 jo zopet kot ministrico za pravosodje izberejo pod vlado Angele Merkel.

## Častne funkcije
- Članica odbora ustanove Theodor-Heuss
- Članica odbora ustanove Sebastian Cobler
- Članica ustanove Pro Justitia
- Članica društva Gegen das Vergessen- Für Demokratie e.V.
- Članica društva Deutscher Kinderschutzverbandes
- Članica društva Weißer Ring e.V.
- Svetovalka v Humanistische Union

## Odlikovanja in priznanja
- 1995	Hamm Brücher medaljo
- 1996	Paul Klinger nagrado
- 1997	Mona Lisa Ženska leta
- 2002	Zaslužni križ 1.razreda Zvezne Republike Nemčije
- 2010	Bavarski red za zasluge
- 2011	Bavarska srebrna ustavna medalja

## Osebno življenje
Po smrti njenega moža Ernsta Schnarrenbergerja je leta 2006 Leutheusser-Schnarrenberger postala vdova. Živi v Feldafingu na Bavarskem.